# Philippe Sella

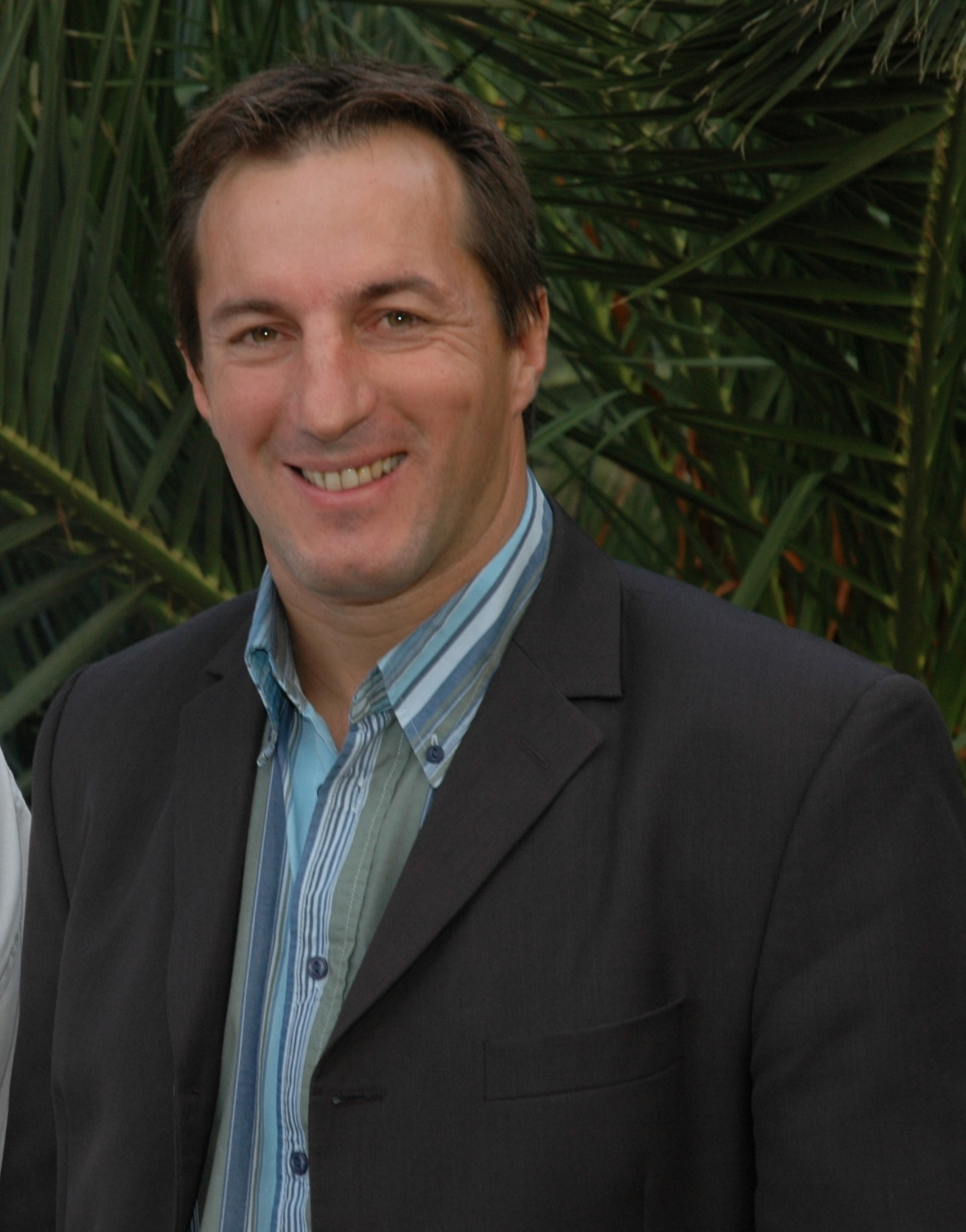
Sella em 2007.

Philippe Jean-Paul Sella (Tonneins, 14 de fevereiro de 1962) é um ex-jogador francês de rugby union que atuava na posição de ponta ou centro.
Considerado uma lenda do esporte na França, detém o recorde de quem mais jogou por uma seleção nacional na modalidade: ele esteve em campo 111 vezes pela Seleção Francesa de Rugby, entre 1982 e 1995. Nesse período, os Bleus venceram seis vezes o Cinco Nações, além de serem finalistas na primeira Copa do Mundo de Rugby, em 1987. O último jogo de Sella pela França foi na disputa pelo terceiro lugar na Copa do Mundo de Rugby de 1995, obtido sobre a rival Inglaterra.
Era descrito pelo técnico Jacques Fouroux como "tendo a força de um touro mas o toque de um pianista"; era um defensor firme e com variadas habilidades no jogo de mãos. Em 2008, entrou para o Hall da Fama da International Rugby Board, no terceiro ano da mesma. Foi um dos primeiros jogadores eleitos, uma vez que, em 2006, os laureados foram apenas dois, ligados às origens do esporte: William Webb Ellis, considerado seu criador, e a Rugby School, escola onde o jogo se formou.
A nível de clubes, ele passou a maior parte da carreira no Agen, do qual é o atual treinador. Com a profissionalização do rugby union em 1995, Sella foi ao inglês Saracens, onde parou de jogar em 1998. Foi eleito um dos dezesseis melhores jogadores que passaram pelo Barbarians, clube que consiste virtualmente em uma "seleção do mundo", utilizado somente para amistosos, frequentemente com fortes seleções nacionais.